# Born Against
Born Against war eine US-amerikanische New-York-Hardcore-Band, die im Jahr 1989 gegründet wurde und sich 1993 auflöste.

## Geschichte
Die Band wurde Anfang 1989 vom Gitarristen Adam Nathanson, dem Bassisten Neil Burke, vorher bei Life’s Blood tätig, dem Sänger Sam McPheeters und dem Schlagzeuger John Guzman gegründet. Guzman wurde kurz darauf durch den Schlagzeuger George ersetzt. Nach einem einzigen Auftritt wurde dieser auch wieder durch Nigel Schreiber im Juli 1989 ersetzt. In dieser Besetzung nahm die Gruppe Demoaufnahmen für einen Sampler Murderers Among Us auf, der über McPheeters' eigenem Label Vermiform Records erschien. Gegen Ende des Jahres verließen Burke und Schreiber die Band. Im März 1990 kamen der Bassist Javier Villegas und der Schlagzeuger Darryl Kahan zur Besetzung. Im Jahr 1990 folgten mit Born Against, worauf Daryl Kahan als Schlagzeuger zu hören war, und Eulogy die ersten beiden Singles. Der Veröffentlichung der Singles folgten diverse Touren. Gegen Ende des Jahres wurde Schlagzeuger Kahan durch Jon Hiltz ersetzt. Im Jahr 1991 war die Band auf dem Sampler Give Me Back, der über Ebullition Records erschien, zu hören. Im selben Jahr erschien zudem das Debütalbum Nine Patriotic Hymns for Children bei Vermiform Records. Gegen Ende 1991 verließ Bassist Villegas die Band und wurde durch den Bassisten Bret Blue ersetzt. Daraufhin folgten diverse Touren, darunter auch eine Europatournee. Die Band arbeitete danach an ihrem neuen Album, wobei die Arbeiten hierzu im Juli 1992 durch das Ausscheiden von Hiltz unterbrochen wurden. Bei den Aufnahmen zu Battle Hymns of the Race War war Melissa York am Schlagzeuger vertreten, wobei sie nie bei einem Auftritt zu hören war. Das Album sollte im Jahr 1993 erscheinen. Anfang 1993 hatten Nathanson und McPheeters ihren Sitz nach Jersey City verlegt. Als neuer Bassisten kamen der Bassist Tonie Joy und der Schlagzeuger Brooks Headley zur Besetzung, ehe weitere Touren folgten. Die Band war zudem auf weiteren Samplern und Split-Veröffentlichungen zu hören, darunter 1993 eine Split-Veröffentlichung zusammen mit Screeching Weasel über Lookout! Records, sowie eine weitere im selben Jahr zusammen mit Universal Armageddon bei Gravity Records und 1994 mit Man Is the Bastard bei Vermiform Records. Im Juli 1993 spielte die Band ihr letztes Konzert.
Danach gründeten einige Mitglieder neue Bands, wie etwa Sänger McPheeters Men’s Recovery Project oder Nathansons Young Pioneers. Tonie Joy und Brooks Headley widmeten sich weiter ihrem Projekt Universal Order of Armageddon. Nachdem Schlagzeuger Kahan bei der Band ausgestiegen war, wirkte er unter anderem bei Bandprojekten wie Assück und Citizen’s Arrest mit. Einige Jahre später wurde das Label Kill Rock Stars auf die Band aufmerksam, das die Kompilation The Rebel Sound of Shit and Failure 2002 wiederveröffentlichte, wobei der Tonträger seltene Aufnahmen vergangener Single- und Split-Veröffentlichungen enthielt. Zudem erschienen Nine Patriotic Hyms und Battle Hymns auf einem Tonträger. Im Jahr 2004 widmete sich McPheeters einem neuen Projekt namens Wrangler Brutes.

## Stil
Die Single Eulogy spreche sich laut Paul Kott gegen den Trend von Krishna-Core-Bands wie Shelter aus, zum Krishna-Glauben zu konvertieren. Laut Matthias Mader in seinem Buch New York Hardcore. The Way it Was… überrasche die Band auf dem Album Nine Patriotic Hymns for Children in Liedern wie Mount the Pavement, Shroud und Test Pattern durch unvermittelte Breaks und häufige Tempowechsel, vergleichbar mit den frühen Werken von No Means No. Lediglich der Gesang sei typisch für New-York-City-Hardcore. Textlich habe man es „mit einer recht kruden Attacke auf die christliche Verlogenheit der amerikanischen Konsumgesellschaft zu tun“. Dies stehe im Kontrast zu der seiner Meinung nach musikalisch und, da die Lieder oft Themen wie Straight Edge behandeln, auch textlich stagnierenden Szene. Die Lieder hätten einen progressiven Charakter. Laut Kenjamin von punknews.org wurde die Band auf den beiden Alben stark durch Reaganomics, die Präsidentschaftswahl von George H. W. Bush und den Ersten Golfkrieg textlich beeinflusst. In den Texten seien Sarkasmus und Satire ein gängiges Stilmittel. Die Texte seien laut pitchfork.com wütend und aggressiv und sollten dazu anregen, die Ideologien von Youth of Today oder Judge zu überdenken.
Gruppen wie Boysetsfire, Metroschifter und Refused geben Born Against als Einfluss an.  

## Diskografie
- Born Against (Single, 1990, Vermiform Records)
- Euology (Single, 1990, Vermiform Records)
- Nine Patriotic Hymns for Children (Album, 1991, Vermiform Records)
- Battle Hymns of the Race War (Album, 1993, Vermiform Records)
- Born Against/Screeching Weasel (Split mit Screeching Weasel, 1993, Lookout! Records)
- Born Against/Universal Order of Armageddon (Split mit Universal Order of Armageddon, 1993, Gravity Records)
- Born Against/Man Is the Bastard (Split mit Man Is the Bastard, 1994, Vermiform Records)
- Patriotic Battle Hymns (Kompilation, 1994, Vermiform Records)
- The Rebel Sound of Shit and Failure (Kompilation, 1995, Vermiform Records)